# Communauté de communes du Pays de Saint-Flour
Die Communauté de communes du Pays de Saint-Flour ist ein ehemaliger Gemeindeverband (Communauté de communes) im französischen Département Cantal in der Region Auvergne.

## Mitgliedsgemeinden
| - Alleuze - Anglards-de-Saint-Flour - Coren - Cussac - Lastic - Lavastrie | - Mentières - Montchamp - Paulhac - Roffiac - Saint-Flour - Saint-Georges | - Sériers - Tanavelle - Tiviers - Vieillespesse - Villedieu |

## Geschichte
Der Gemeindeverband wurde am 11. Dezember 1994 mit fünf Mitgliedsgemeinden gegründet. Im Januar 2000 kamen die neun Gemeinden Anglards-de-Saint-Flour, Lastic, Mentières, Montchamp, Paulhac, Sériers, Tanavelle und Vieillespesse hinzu. Ihnen folgten im Jahr 2006 die Gemeinde Villedieu, im Jahr 2008 die Gemeinde Lavastrie sowie im Jahr 2010 die Gemeinde Cussac.
Mit Wirkung zum 1. Januar 2014 fusionierte dieser Verband mit dem Verband Communauté de communes Margeride-Truyère. Der neue Verband trägt den Namen Communauté de communes du Pays de Saint-Flour Margeride.